# San Stanislao dei Polacchi
San Stanislao dei Polacchi, officiellt benämnd San Stanislao alle Botteghe Oscure, är en kyrkobyggnad i Rom, helgad åt den helige biskopen och martyren Stanislaus av Kraków. Kyrkan är belägen vid Via delle Botteghe Oscure i Rione Sant'Angelo och tillhör församlingen Santa Maria in Portico in Campitelli. San Stanislao dei Polacchi är Polens nationskyrka i Rom.

## Kyrkans historia
År 1578 förlänade påve Gregorius XIII (1572–1585) den medeltida kyrkan San Salvatore in Pensili de Sorraca åt den polske kardinalen Stanislaus Hosius, som lät bygga om den från grunden (a fundamentis) och helga den åt den helige Stanislaus. Åren 1729–1735 byggdes kyrkan om och arkitekten Francesco Ferrari ritade en ny fasad. Den enskeppiga interiören uppvisar konstverk utförda av polska 1700-talsmålare, medan högaltarmålningen Kristus med de heliga Stanislaus och Hyacinthus av Polen är utförd av Antiveduto Grammatica. Takfresken Den helige Stanislaus förhärligande är ett verk av Ermenegildo Costantini.

## Bilder
| - Takfresken Den helige Stanislaus förhärligande, utförd av Ermenegildo Costantini. |